# Bettwil
Bettwil (gsw. Bepmel) – gmina (niem. Einwohnergemeinde) w Szwajcarii, w kantonie Argowia, w okręgu Muri. Liczy 654 mieszkańców (31 grudnia 2020). Najwyżej położona gmina kantonu.